# Sievert
A sievert (jele: Sv, kiejtve: szívert) az ekvivalens sugárzási dózis vagy másképpen dózisegyenérték SI származtatott egysége, amely az ionizáló sugárzás mennyiségét annak biológiai hatása alapján értékeli. A fizikai aspektusokat a grayben mért elnyelt sugárdózis jellemzi. A mértékegység a nevét Rolf Sievert svéd orvosi fizikusról kapta, aki a sugárzási dózis mérésével kapcsolatos munkáiról és a sugárzás biológiai hatásainak kutatásáról ismert.

## Definíció
A gray mértékegység a bármely anyagban elnyelődött ionizáló sugárzás dózisát adja meg. A vele megegyező dimenziójú sievert ezzel szemben a biológiai szövetekben (emberben) elnyelődött sugárzás mértékegysége. Az ekvivalens dózis, vagy dózisegyenérték a grayben mért elnyelt dózis és egy súlyozó tényező (W) szorzataként kapható meg. A súlytényező (amelyet esetenként minőségi tényezőnek is neveznek) függ a sugárzás típusától, a sugárzást elnyelő szövet fajtájától és egyéb befolyásoló tényezőktől. SI-egységekkel kifejezve:
{\displaystyle 1\ Sv\ =\ 1\ Gy\cdot W}
Ahol:
- Sv: sievert;
- Gy: gray;
- W: az adott sugárzástípusra és szövetfajtára jellemző súlyozó tényező

Továbbá:
{\displaystyle 1\ Gy\ =\ {\frac {J}{kg}}}
Tehát:
{\displaystyle 1\ Sv\ =\ {\frac {J}{kg}}\ \cdot \ W}
A Nemzetközi Súly- és Mértékügyi Bizottság (CIPM) a már előzőleg jóváhagyott J/kg mértékegység használatához a következő pontosítást tette hozzá (1984, Recommendation 1.):
Tekintettel arra, hogy mindkét mértékegység eredetileg J/kg (lásd a 16. Általános Súly- és Mértékügyi Konferencia, 1979), a félreértések elkerülése érdekében javasoljuk a mennyiségeket a következő képlettel kifejezni:
{\displaystyle H=Q\cdot N\cdot D}
Ahol:
- H: a dózisegyenérték (mértékegysége a sievert);
- Q: minősítő tényező;
- N: számérték egyéb befolyásoló tényezők kifejezésére;
- D: az ionizáló sugárzás elnyelt dózisa (mértékegysége a gray).

A definíciót a Nemzetközi Súly- és Mértékügyi Hivatal (BIPM) a Nemzetközi Sugárzásvédelmi Bizottság (International Commission on Radiological Protection) javaslatára fogalmazta meg. Ennek értelmében tehát a W súlyozó tényező a Q és N dimenziótlan mennyiségek szorzata, mértékegysége tehát 1.
| Típus és energiatartomány                                                           | Súlytényező |
| ----------------------------------------------------------------------------------- | ----------- |
| elektron, pozitron, müon, vagy foton (gamma, röntgen)                               | 1           |
| neutron (<10 keV)                                                                   | 5           |
| neutron (10–100 keV)                                                                | 10          |
| neutron (100 keV–2 MeV)                                                             | 20          |
| neutron (2 MeV–20 MeV)                                                              | 10          |
| neutron (>20 MeV)                                                                   | 5           |
| proton (a radioaktív visszalökődésből származó protonok és energia nélkül) (>2 MeV) | 2           |
| alfa-részecskék, maghasadási töredék, nemrelativisztikus nehéz nukleon              | 20          |

| Szövettípus                                     | Súlytényező |
| ----------------------------------------------- | ----------- |
| csonthártya, bőr                                | 0,01        |
| hólyag, mell, máj, nyelőcső, pajzsmirigy, egyéb | 0,05        |
| csontvelő, vastagbél, tüdő, gyomor              | 0,12        |
| ivarmirigyek                                    | 0,20        |

Mivel a test többféle szövettípusból áll, gyakran súlyozott összeget vagy integrálszámítást alkalmaznak a pontos súlytényező megállapítására.

## SI prefixumok és átszámítások
Gyakran használt SI-prefixum a millisievert (1 mSv = 10−3 Sv = 0,001 Sv) és a mikrosievert (1 μSv = 10−6 Sv = 0,000001 Sv).
A sievert extenzív mennyiség, időderiváltja a Sv/s (az áramló mennyiségek közé tartozik). Ennek használata félreérthető, mert a J/s mértékegységet a wattal kellene helyettesíteni, így a J/kg helyébe a W/kg lépne, amely azonban definiálatlan. Ezért használatban maradt az SI-nek kissé ellentmondó Sv/h mértékegység.

## Dózispéldák

### Egyszeri dózisok
- Egy banán elfogyasztása: 0,1 μSv
- 8 óra alvás egy ember mellett: 0,5 μSv[3]
- Fogászati röntgenfelvétel: 5 μSv[4]
- Mammográfiai felvétel: 3 mSv[4]
- Komputertomográfiai felvétel az agyról: 0,8–5 mSv[5]
- Komputertomográfiai felvétel a mellkasról: 6–18 mSv[5]

### Óránkénti sugárzási példák
- Közelítő sugárzási szintek a csernobili 4-es reaktor mellett, nem sokkal a csernobili atomkatasztrófa során bekövetkezett robbanás után: 10–300Sv/h
- Tipikus háttérsugárzás Magyarországon: Budapest - 0,059-0,135 μSv/h, Pécs - 0,156μSv/h, Paks - 0,065-0,085 μSv/h[6]

### Éves sugárzási példák
- Atomerőmű közelében levő település: 0,1–10 μSv/év[3][7]
- Szénerőmű közelében levő település: 0,3 μSv/év[3]
- Kozmikus sugárzás a tengerszinten: 240 μSv/év[7]
- Földi sugárzás (a talajból): 280 μSv/év[7]
- Természetes sugárzás az emberi testben: 400 μSv/év[7]
- Az Amerikai Egyesült Államok Capitoliuma gránit anyagának sugárzása: 850 μSv/év[8]
- A természetes háttérsugárzás átlagos hatása egy emberre: 2 mSv/év; 1,5 mSv/év Ausztráliában, 3,0 mSv/év Amerikában[3][9][10]
- New York-Tokió légiutak a repülőgép személyzete számára: 9 mSv/év[10]
- Légköri hatások (többnyire radon): 2 mSv/év[7][11]
- A teljes átlagos dózis Amerikában: 6,2 mSv/év[12]
- Dohányzás 1,5 csomag/nap: 13-60 mSv/év[8][11]
- Háttérsugárzás Irán, India és Európa egyes részein: 50 mSv/év[10]
- A legkisebb bizonyítottan rákkeltő szint: 100 mSv/év[10]

### Példák a dózishatárokra
- Nemzetközi ajánlás szerint önkéntesek számára megengedett határ komolyabb nukleáris veszélyhelyzet elhárítása esetén: 500 mSv, életveszély vagy súlyos sérülés elhárítása esetén: 1000 mSv[13]
- Kitelepítési kritérium a csernobili atomkatasztrófa után: 350 mSv/teljes élet[10]
- Megemelt dóziskorlát a fukusimai atomerőmű-baleset elhárításán dolgozókra: 250 mSv/év[14]
- Jelenlegi átlagos korlát atomlétesítményekben dolgozók számára: 20 mSv/év[10] Ez a háttérsugárzás miatt és az orvosi vizsgálatok következtében kapott dózison felül értendő, azzal a követelménnyel együtt, hogy a dózist a reálisan elérhető legalacsonyabb szinten kell tartani, a szociális és gazdasági tényezők figyelembe vételével.[15]
- A lakossági dóziskorlát uránbányászat és atomerőművek esetén általában 1 mSv/év a természetes háttérsugárzáson felül.[15]

## A sugárdózisok tipikus tünetei
Az akut (egy napon belüli) sugárdózisok tünetei:
- 0 – 0,25 Sv (0 – 250 mSv): Nincs tünet
- 0,25 – 1 Sv (250 – 1000 mSv): Egyes emberek hányingert és étvágytalanságot éreznek; csontvelő-, nyirokcsomó- és lépkárosodás.
- 1 – 3 Sv (1000 – 3000 mSv): Közepes vagy erős hányinger, étvágytalanság, fertőzés, súlyosabb csontvelő-, nyirokcsomó- és lépkárosodás, a felépülés valószínű, de nem biztos.
- 3 – 6 Sv (3000 – 6000 mSv): Erős hányinger, étvágytalanság; vérzés, fertőzés, hasmenés, hámló bőr, nemzőképtelenség (sterilitás); kezelés nélkül halál.
- 6 – 10 Sv (6000 – 10000 mSv): A fenti tünetek és a központi idegrendszer károsodása; elhalálozás várható.
- 10 Sv fölött (10000 mSv): bénulás és halál.

## Fordítás
- Ez a szócikk részben vagy egészben  a   Sievert című angol Wikipédia-szócikk fordításán alapul.  Az eredeti cikk szerkesztőit annak laptörténete sorolja fel. Ez a jelzés csupán a megfogalmazás eredetét és a szerzői jogokat jelzi, nem szolgál a cikkben szereplő információk forrásmegjelöléseként.